# Pierre Daviault

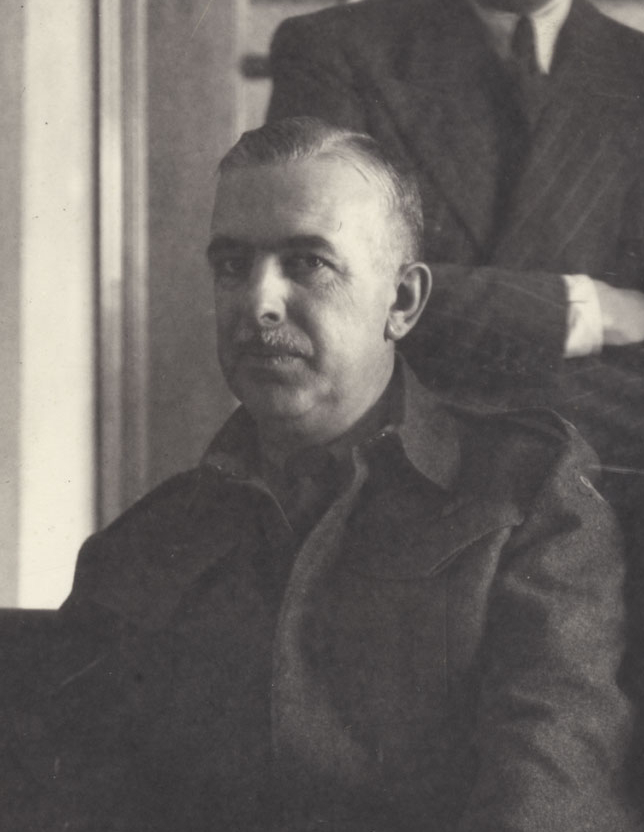
Pierre Daviault

Pierre Daviault (* 9. November 1899 in Saint-Jérôme; † 18. November 1964) war ein kanadischer Journalist, Schriftsteller, Übersetzer und Lexikograf.

## Leben und Werk
Daviault studierte in Montreal und Paris. Dann war er nebeneinander Übersetzer im Parlament, Journalist und Autor. Ab 1936 lehrte er professionelle Übersetzung an der Universität Ottawa.
Daviault gründete 1951 die Zeitschrift Nouvelle revue canadienne. National Review of Canada. 1955 wurde er Leiter des Übersetzungsbüros der kanadischen Regierung. Die Ernennung zum Leiter des 1964 gegründeten Zentrums für Terminologie erreichte ihn kurz vor seinem Tod.
Daviault  war von 1958 bis 1959 Präsident der Royal Society of Canada und von 1959 bis 1961 Präsident der Société des écrivains canadiens.
Daviault erhielt 1962 die Médaille de l'Académie des lettres du Québec.

## Werke

### Übersetzungswissenschaft und Lexikografie
- (mit anderen) Military dictionary English-French, French-English, Ottawa 1945
- (mit Jean-Paul Vinay und Henry Alexander) Dictionnaire canadien. Français-anglais, anglais-français. Édition abrégée. The Canadian Dictionary. French-English, English-French. Concise Edition, Toronto 1962 (34+861 Seiten); auch u. d. T. Everyman's French-English, English-French dictionary with special reference to Canada, London 1962; auch u. d. T. Van Nostrand’s concise student dictionary. French-English, English-French, Princeton 1962
- Langage et traduction, Ottawa 1962, 1972, 1976, 1979 (Vorwort von Robert Le Bidois)

### Weitere Werke
- La grande aventure de Pierre Le Moyne d’Iberville, Montreal 1934
- Le Baron de Saint-Castin, chef abénaquis, Montreal 1939 (Jean-Vincent d’Abbadie de Saint-Castin)
- Les Carnets d'un liseur. Artistes, aventuriers, grands hommes, Montreal 1942
- Les Carnets d'un liseur. Histoires, légendes, destins, Montreal 1945
- Nora l'énigmatique, Montreal 1945 (Roman, siehe dazu: Gaétan Gervais und Jean-Pierre Pichette, Dictionnaire des écrits de l’Ontario français 1613-1993, Ottawa 2010 s. v.)